# Ovivagina
Ovivagina là một chi bọ cánh cứng trong họ 
Elateridae.
Chi này được miêu tả khoa học năm 1997 bởi Zhang.

## Các loài
Các loài trong chi này gồm:
- Ovivagina immediata Zhang, 1997
- Ovivagina insculpta Zhang, 1997
- Ovivagina longa Zhang, 1997
- Ovivagina prolixa Zhang, 1997
- Ovivagina propinqua Zhang, 1997